# Бурденок
Бурденок — поселок в Даровском районе Кировской области в составе Кобрского сельского поселения.

## География
Находится на левобережье Моломы на расстоянии примерно 30 км по прямой на восток-северо-восток от райцентра поселка  Даровской.

## История
На данном месте в 1802 году был известен починок У речки Брусанки с 1 двором. В 1873 году здесь (починок У речки Брусанки или Бурденок) учтено было дворов 2 и жителей 14, в 1905 3 и 18, в 1926 14 и 37, в 1950 2 и 4. Рядом в 1930-е годы был построен лесоучасток, где работали заключенные. В 1989 году в поселке Бурденок проживало 419 жителей.

## Население
Постоянное население  составляло 114 человек (русские 95%) в 2002 году, 31 в 2010.